# البركان الوطني
البركان الوطني كانت جماعة ليبية منشقة تعارض حكم معمر القذافي وكان مقرها في روما وكُشفت في عام 1984. أعلنت الجماعة مسؤوليتها عن اغتيال سفير ليبيا في إيطاليا في 21 يناير 1984 في روما. أشاد كل من البركان ولواء موسى الصدر المتشددان بهجوم 11 سبتمبر 1984 على دبلوماسيين ليبيين في مدريد.